# Moritz Hauptmann
Moritz Hauptmann (Dresde, 13 de octubre de 1792-Leipzig, 3 de enero de 1868) fue un compositor, profesor y teórico musical alemán.

## Biografía
Moritz Hauptmann nació el 13 de octubre de 1792 en Dresde (Alemania) y recibió clases de violín con Scholz, de piano con Franz Lanska y de composición con Grosse y Francesco Morlacchi, el rival de Carl Maria von Weber. Posteriormente, completó su educación como violinista y compositor con Louis Spohr y hasta 1821 mantuvo diversos cargos en familias, variando sus ocupaciones musicales con matemáticas y otros estudios relacionadas principalmente con la acústica y temas afines.
Durante un tiempo también estuvo empleado como arquitecto, pero todos los otros propósitos dieron lugar a la música y a la Grand Opéra trágica Mathilde, perteneciente al periodo referido. En 1822 entró en la orquesta de Kassel, de nuevo bajo la dirección de Spohr, y allí impartió la primera clase de composición y teoría musical a alumnos como Ferdinand David, Friedrich Burgmüller, Kid y otros.
En 1842, obtuvo el puesto de cantor del coro de la Iglesia de Santo Tomás de Leipzig (un cargo anteriormente ocupado por Johann Sebastian Bach) junto con el puesto de profesor de teoría musical del conservatorio fundado por Felix Mendelssohn, y fue en esta disciplina en la que su don único como profesor se desarrolló y fue reconocido por un grupo de alumnos entusiastas y más o menos distinguidos.
En 1850, fundó, junto con Otto Jahn, Carl Ferdinand Becker y Robert Schumann, la Bach Gesellschaft, una sociedad con el objetivo de publicar las obras completas de Johann Sebastian Bach sin arreglos editoriales.
En 1865 le dio clases en Leipzig al joven compositor húngaro-croata Odón Mijálovich (1842-1929).
Falleció el 3 de enero de 1868.

## Obra
Las composiciones de Hauptmann están marcadas por la simetría y habilidad en lugar de la invención espontánea. Entre sus composiciones vocales se pueden mencionar dos misas, canciones corales para voces mixtas (Op. 32, 47) y numerosos part songs.
Los resultados de sus investigaciones científicas se plasmaron en su libro Die Natur der Harmonik und Metrik (La naturaleza de la armonía y la métrica, 1853), en el que hizo un intento de explicación filosófica de las formas musicales. 

## Alumnos
Entre sus alumnos se encontraron los siguientes músicos:
- Friedrich Baumfelder
- Hans von Bülow
- Ferdinand David
- Otto Goldschmidt
- Joseph Joachim
- William Mason
- Arthur Sullivan
- Arnold Wehner
- Franz von Holstein